# What Have You Done
«What Have You Done» —en español: «¿Que has hecho?»— es el primer sencillo internacional desprendido del cuarto álbum The Heart Of Everything del sexteto neerlandés Within Temptation. Cuenta con la colaboración de Mina Caputo, de Life of Agony.

## Video musical
El tema tiene dos vídeos, uno para la promoción en los Estados Unidos y otro para Europa. Se trata de explicar que a veces una relación de pareja puede ser imposible debido a diversas causas, y que por mucho que las dos personas se quieran, es mejor dejarlo atrás. Así es como se demuestra, en la versión europea, que Sharon es una criminal, y Caputo un agente del FBI. En la versión estadounidense desaparece esta trama y se centra más en que el amor es imposible y ambos se están haciendo daño uno al otro. Es fácil apreciar que en la versión europea aparece más Mina Caputo que Within Temptation, mientras que en la estadounidense toma más pantalla Sharon y el grupo, mientras que Caputo solo aparece mínimamente entre medio y el hombre que sale es un actor diferente. También hay una tercera versión, el cual es de la versión rock mix y dura menos que los anteriores. Este es el vídeo de la versión estadounidense, pero está editado de otra forma y hay nuevas escenas de Sharon y el grupo que ocupan todavía más tiempo en pantalla. Como resultado, la presencia de Mina Caputo es casi inexistente.

## Compilaciones

### Lanzamientos en Europa

#### Sencillo Radio Promocional
1. «What Have You Done» (sencillo versión) 4:00

#### Sencillo promocional
1. «What Have You Done» (sencillo versión) 4:00
2. «What Have You Done» (rock mix) 3:52

#### Sencillo estándar
1. «What Have You Done» (sencillo versión) 4:00
2. «What Have You Done» (álbum versión) 5:13

#### Edición EP limitada
1. «What Have You Done» (sencillo versión) 4:00
2. «What Have You Done» (álbum versión) 5:13
3. «Blue Eyes» 5:26
4. «Aquarius» (live at Java Island, Amsterdam) 4:51
5. «Caged» (live at Java Island, Amsterdam) 5:47

### Lanzamientos en América

#### Sencillo promocional
1. «What Have You Done» (USA rock mix single version) 3:24

#### Sencillo estándar EP
1. «What Have You Done» (USA rock mix single version) 3:24
2. «What Have You Done» (original version) (versión del álbum) 5:13
3. «What Have You Done» (acoustic version) 3:55
4. Video de «What Have You Done» (version USA rock mix single version) 3:26

## Posicionamiento
| Listas (2007)                             | Posición |
| ----------------------------------------- | -------- |
| Alemania (Media Control AG)               | 32       |
| Austria (Ö3 Austria Top 40)               | 49       |
| Bélgica (Flandes) (Ultratop 50)           | 49       |
| Canadá (Canadian Singles Chart)           | 49       |
| Estados Unidos (Mainstream Rock Tracks)   | 33       |
| Finlandia (OFC)                           | 4        |
| Grecia (Singles Top 20)                   | 19       |
| Países Bajos (Dutch Top 40)               | 7        |
| Portugal (Singles Top 50)                 | 3        |
| Reino Unido (The Official Charts Company) | 187      |
| Suecia (Sverigetopplistan)                | 40       |
| Suiza (Schweizer Hitparade)               | 36       |